# Camuliana
Camuliana, Camulia o Kamoulia es la denominación de una antigua ciudad, o quizás pueblo, de Capadocia, situada al noroeste de  Caesarea, hoy Kayseri, en la actual Turquía. Se la menciona en las fuentes principalmente por su conexión con la también llamada "Camuliana", una vera icon o acheiropoieta (es decir, una "verdadera imagen" de la Santa Faz o rostro de Cristo "no hecha por manos [humanas]"). Sería uno de los más tempranos de esta clase de iconos creados milagrosamente. Fue la primera imagen cristiana llevada en procesión para obtener fondos, imitando la tradición que en las provincias romanas se llevaba a cabo con los retratos imperiales (entre los años 560 y 574); una vez en Constantinopla pasó a utilizarse como imagen protectora del ejército bizantino (palladion), llevándose a las batallas.

## Obispado
La antigüedad de la sede episcopal de Camuliana es relativa, dado que no existía aún en la época de San Basilio el Grande (329–379). A partir de entonces, sí se registra que sus obispos acuden a los concilios: Basilio al Segundo Concilio de Constantinopla (553); un primer Jorge al Tercer Concilio de Constantinopla (680); un segundo Jorge diferente del primero al Segundo Concilio de Nicea (680); y un tercer Jorge al Concilio de Constantinopla de 879–880 convocado por Focio. Un sello indica que hubo también un obispo llamado Miguel en el siglo X o en el XI.
Perdida su condición episcopal, la sede todavía se lista por la Iglesia católica como una diócesis titular.

## Imagen Camuliana o de Camuliana
La imagen de Cristo que apareció milagrosamente en Camuliana se menciona a comienzos del siglo VI por Zacarías el escolástico, en una crónica que sobrevive parcialmente en una versión siríaca. Probablemente se trata de la primera referencia a una imagen que se imprime milagrosamente en una tela (posteriormente se referirá lo mismo del Mandylion, la Verónica y la Síndone). En la crónica de Zacarías una dama pagana llamada Hypatia, mientras recibía instrucción en la religión cristiana, pregunta a su instructor: "¿Cómo puedo rendirle culto, si Él no es visible y yo no puedo verlo?" Al poco, encuentra en su jardín una tela con la imagen de Cristo flotando sobre el agua. Al guardarla entre la tela de su tocado para mantenerla protegida, se crea una segunda imagen en ella por contacto, y luego una tercera. Hypatia se convierte y funda una iglesia dedicada a custodiar una de las copias. Durante el reinado de Justiniano I (527-565) la imagen fue procesionada por las ciudades de la región para implorar protección de los ataques bárbaros. La relación de Zacarías, que difiere de otras posteriores, se caracteriza por no haber recibido adiciones iconódulas atribuibles al debate iconoclasta.
De las copias existentes, al menos una llegó probablemente a Constantinopla en 574, y se utilizó como palladium (protección sobrenatural) en las décadas siguientes, situándose ante las tropas en las batallas libradas por los generales Philippikos y Prisco y el emperador Heraclio, así como en las murallas de la ciudad durante el sitio de Constantinopla (626). El himno compuesto en su honor por Jorge de Pisidia recoge su intervención providencial como causa de las victorias, en lo que de nuevo es una de las primeras menciones de tal tipo de hechos.
Las imágenes de la Camuliana fueron probablemente destruidas durante la iconoclasia, tras la cual cesan las menciones. Su papel fue ejercido por el Mandylion, que llegó de Edesa a Constantinopla en 944 y llegó a alcanzar una fama incluso superior (se suponía realizado milagrosamente por el propio Jesucristo antes de su muerte); así como imágenes de la Theotokos como la Hodegetria.
Otras imágenes semejantes, el Velo de la Verónica y el Volto Santo de Manoppello han sido identificadas con la Camuliana.
Se ha propuesto que el canon de representación de imágenes de Cristo de la época bizantina partirían de la Camuliana, y que podría haber sido el modelo del icono del Cristo Pantocrátor del monasterio de Santa Catalina del Monte Sinaí, datado en el siglo VI.

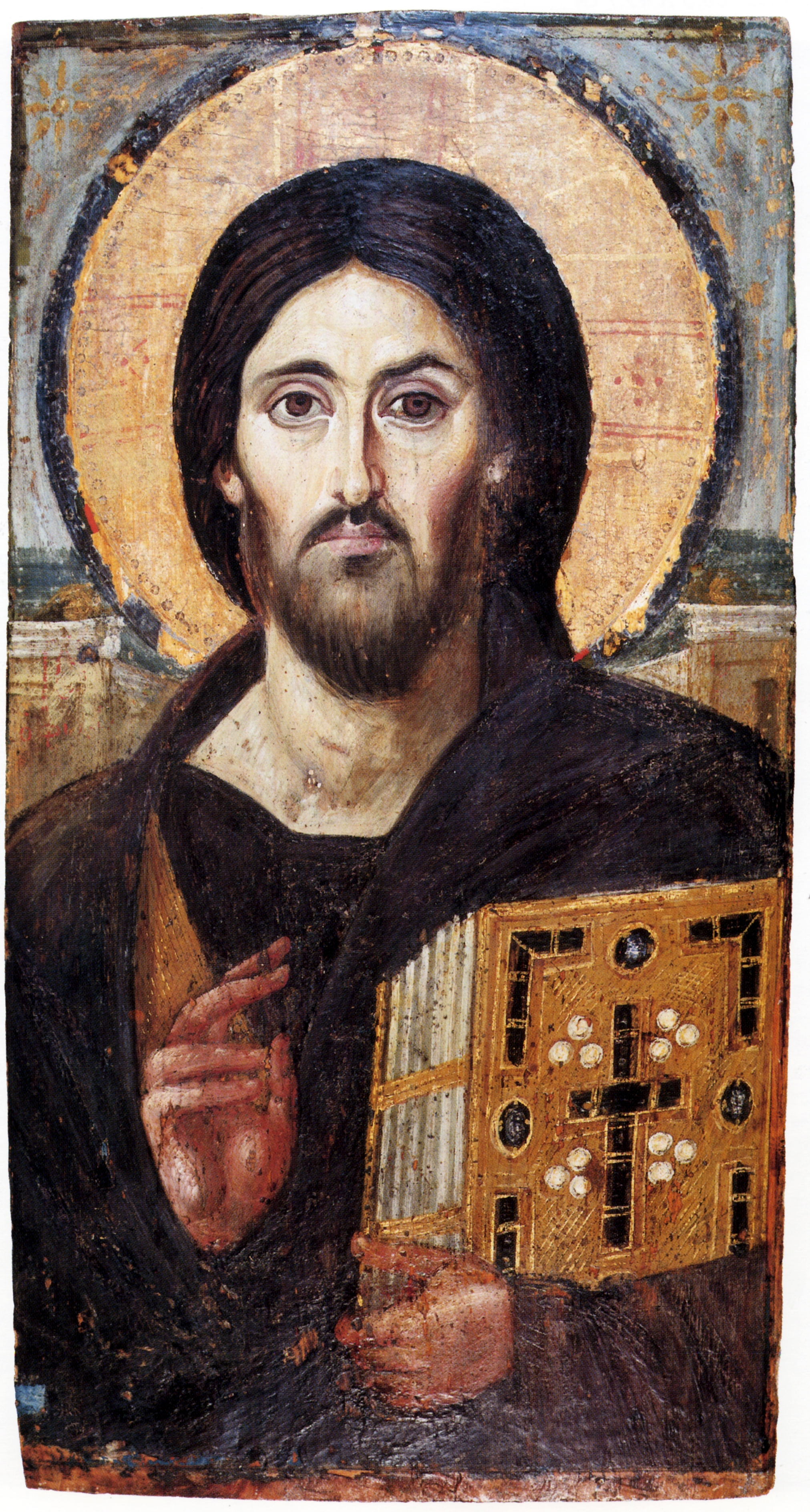
Pantocrátor de Santa Catalina del Sinaí.